# 4Lyn
4Lyn – niemiecki zespół numetalowy z Hamburga założony pod koniec lat 90. (wtedy funkcjonował jako Headtrip). Zespół zakończył działalność 21 grudnia 2013 roku.

## Skład
- Ron „Braz” Clauß – wokal
- Dennis Krüger – gitara
- Björn „Big deee” Düßler – gitara basowa
- Sascha „Chi” Carrilho – perkusja

## Byli członkowie
Bennie „Kane Wicked” Eckebrecht – były gitarzysta i główny założyciel zespołu, odszedł niedługo po premierze debiutanckiego albumu, w 2001 roku. Zobaczyć go można w dwóch pierwszych teledyskach grupy – „Whooo” i „Bahama mama". W 2008 roku po wydaniu albumu „Hello” zespół opuścił René Knupper, który współpracował z zespołem przez 7 lat, zastąpił go Dennis Krüger

## Dyskografia
- 4Lyn (2001)
- Neon (2002)
- Take It As a Compliment (2004)
- Take It As a Compliment/Live Compliments (2CD – Tour Edition) (2004)
- Compadres (2005)
- Hello (2008)
- Live in Hamburg (2008)
- Quasar (2012)

## Teledyski
- Whooo
- Whooo (special cut)
- Bahama mama
- LYN
- Feel Me (Dj Swamp Remix)
- Pearls & beauty
- Husky/Gone
- Me vs. Me (xXx soundtrack – european version)
- Whooo (Sega Soccer Slam version)
- Kisses of a Strobelight
- Nostalgia
- Hello (for you I'm dying)

## Nieoficjalne teledyski
- 2nd round – dostępny jako bonus multimedialny na płycie „Neon”
- Incomplete – dostępny jako bonus multimedialny na płycie „Take it as a compliment”
- One love – swego czasu dostępny na oficjalnej stronie zespołu